# Cody Saintgnue
Cody Lee Saintgnue (Dayton, 15 giugno 1993) è un attore e modello statunitense.
È conosciuto principalmente per aver preso parte alla serie televisiva Teen Wolf come Brett Talbot.

## Biografia
Saintgnue è nato a Dayton, in Ohio. A 9 anni è stato accolto da una famiglia affidataria, che lo ha adottato poco dopo. In giovane età ha iniziato ad avvicinarsi al mondo della moda e ad approcciarsi alla recitazione, prendendo parte ad alcune rappresentazioni teatrali. A 14 anni si è trasferito con la madre a Los Angeles per dedicarsi maggiormente alla recitazione. Attualmente risiede sempre a Los Angeles.

## Carriera
Saintgnue ha iniziato la sua attività di modello nella zona dell'Ohio. Nel 2007 ha partecipato all'evento Model and Talent Expo in Texas, vincendo il concorso per il miglior primo piano e comparendo così nella copertina della rivista dedicata alla competizione.
Nel 2009 ha debuttato in televisione in un episodio della serie televisiva Southland. Negli anni successivi ha continuato ad apparire in serie televisive di successo come Dr. House - Medical Division nel 2010 e Criminal Minds nel 2012. Nel 2013 ha preso parte al suo primo film, l'horror All Cheerleaders Die. Dal 2014 è entrato a far parte del cast della serie televisiva Teen Wolf, al fianco dei protagonisti Tyler Posey, Dylan O'Brien e Holland Roden, recitando la parte del licantropo Brett Talbot.

## Vita privata
Oltre a recitazione e moda, Saintgnue è appassionato di vari sport tra cui surf, calcio, basket, e in particolare muay thai. Sostiene enti di beneficenza e attività filantropiche per bambini e adolescenti.

## Filmografia

### Attore

#### Cinema
- All Cheerleaders Die, regia di Lucky McKee e Chris Sivertson (2013)
- Preservation, regia di Christopher Denham (2014)
- The Mafia Ain't Dead, regia di Gregori J. Martin (2017)
- Alma of My Heart, regia di Susanna Lo (2017)

#### Televisione
- Southland - serie TV, episodio 1x03 (2009)
- America's Most Wanted - serie TV documentario, episodio 23x18 (2010)
- Dr. House - Medical Division (House, M.D.) - serie TV, episodio 7x02 (2010)
- Criminal Minds - serie TV, episodio 7x14 (2012)
- Table Manners - serie TV breve (2014)
- Apt. 210 Confessional - miniserie TV, episodio 1x03 (2015)
- Teen Wolf - serie TV, 10 episodi (2014-2017)

#### Cortometraggi
- Sessions, regia di Amada Sanchez (2014)
- Two Girls at Brunch, regia di Channing McKindra (2015)
- The Storybook Killer, regia di Andrew Vallentine (2015)
- Short Version of Alma, regia di Susanna Lo (2016)
- The Golden Year, regia di Salvador Paskowitz (2016)

### Produttore
- Il processo ai Chicago 7 (The Trial of the Chicago 7), regia di Aaron Sorkin (2020)

## Agenzie
- NEXT Model Management - Los Angeles[8]
- IMG Models - New York, Londra, Sydney[8]
- BRAVO Models - Tokio[8]

## Riconoscimenti
- 2007 – Mike Beaty Model & Talent Expo
  - Junior Male – Acting, Modeling, Best Headshot